# فاطمه طبرزیه
فاطمه طبرزیه (؟ - ۱۰۲۳) (نسب: فاطمه بنت محمد بن عباس طبرزیّه) بانوی صوفی ایرانی بود که به علم حدیث نیز پرداخت. فاطمه از اهالی گرگان بود و ابالقاسم حمزهٔ سهمی در تاریخ جرجان دربارهٔ او نوشته است. 